# Maxillaria albata
Maxillaria albata är en orkidéart som beskrevs av John Lindley. Maxillaria albata ingår i släktet Maxillaria och familjen orkidéer. Inga underarter finns listade i Catalogue of Life.